# 旗洗池
旗洗池（はたあらいけ）は渋谷区本町にかつて存在した池。

## 概要
本町付近の窪地「小笠原窪」に位置した池で、肥前唐津藩小笠原家の邸宅内にあった。60平方メートル程の小さな池で、神田川に注ぐ自然の湧水であった。洗旗池とも呼ばれる。

### 伝説
後三年の役（1083年 - 1087年）の後源義家が上洛するときに、この池で白旗を洗って傍らの松にかけて乾かしたという伝説がある。周辺一帯の地名「幡ヶ谷」の由来となったとされる伝説である。そのときの白旗はのちに金王八幡宮の宝物となったされる。

### 現在
池は1963年（昭和38年）に埋められ、跡地は高知新聞社社宅「洗旗荘」となった。
現在では、1906年（明治39年）4月にこの池を訪れた東郷平八郎筆の「洗旗池」の記念碑、及び渋谷区が設置した案内板だけが残されている。

## 周辺
- 洗旗荘

　高知新聞社の社宅。この池を埋めた跡地に建設された。